# Тёплый Ключ (Абанский район)
Тёплый Ключ — упразднённый посёлок в Абанском районе Красноярского края. Входил в состав Апано-Ключинского сельсовета.
Упразднён в 2025 году.

## Население
| 1989 | 2002 | 2010 |
| ---- | ---- | ---- |
| 228  | ↘25  | ↘6   |